# Regina van Eijk
Regina van Eijk (Woerden, 9 maart 2002) is een voetbalspeelster uit Nederland.
Ze speelt als doelverdedigster bij Ajax.

## Clubcarrière
Van Eijk begon in de jeugd van SC Woerden als keepster, en werd door de KNVB opgenomen in de internationale jeugdelftallen. Ze speelde bij het opleidingsteam van CTO Amsterdam, en toen CTO in 2018 ophield te bestaan, ging ze over naar het Talententeam van Ajax, dat haar in 2018 meenam naar Noord-Ierland voor de voorrondes van de Champions League van de hoofdmacht.
Op 8 oktober 2021 maakte ze haar debuut in de Nederlandse Vrouwen Eredivisie. Ze was het seizoen als derde keepster begonnen, maar door een langdurige blessure van Lize Kop en een blessure bij Isa Pothof stond ze in de basis, waar trainer Schenkel haar liet staan.
Dat seizoen speelde Van Eijk ook alle bekerwedstrijden, waarmee ze samen met Ajax bekerwinnaar werd. Tevens tekende ze haar eerste profcontract bij Ajax.
Na de competitie speelde ze nog de eerste wedstrijd van de Eredivisie Cup 2022/23, daarna kwam Lize Kop weer terug in de basis als eerste keeper. In het begin van het seizoen 2022/23 liep van Eijk een zware blessure op waardoor ze dat gehele seizoen zou missen. Op 22 juni tekende ze een nieuwe verbintenis die haar tot medio 2024 aan Ajax verbindt.
In het seizoen 2023/24 is van Eijk, mede door het vertrek van Lize Kop, teruggekeerd in de basis met rugnummer 1. In de wedstrijd om de Supercup mocht van Eijk invallen voor Dionne van der Wal, die een hoofdblessure had opgelopen, en sindsdien stond van Eijk haar plek onder de lat niet meer af. Met de Amsterdammers mocht ze aantreden in de groepsfase van de Champions League waarin ze in het eerste groepsduel tegen PSG een van de uitblinkers was. Een paar dagen na het duel was ze te gast bij NOS Studio Voetbal waarin ze oud-Ajacied en oud-Oranje international Rafael van der Vaart met een gevatte opmerking op zijn plek zette. Dit moment ging viraal en maakte zoveel indruk dat het van Eijk de NOS-Sportprijs Viral van het jaar opleverde. Door in het laatste groepsduel AS Roma met 2-1 te verslaan, wisten van Eijk en Ajax de knock-outfase van de Champions League te bereiken. Hier speelde Ajax tegen Chelsea, en werd Ajax in de kwartfinale uitgeschakeld.
Op 30 juli 2024 tekende Van Eijk een nieuwe verbintenis bij Ajax die haar tot medio 2027 aan de club verbonden houdt

## Statistieken
| Seizoen | Club   | Competitie | Competitie | Competitie | Beker | Beker | Internationaal | Internationaal | Overig | Overig | Totaal | Totaal |
| Seizoen | Club   | Competitie | Wed.       | Dlp.       | Wed.  | Dlp.  | Wed.           | Dlp.           | Wed.   | Dlp.   | Wed.   | Dlp.   |
| ------- | ------ | ---------- | ---------- | ---------- | ----- | ----- | -------------- | -------------- | ------ | ------ | ------ | ------ |
| 2021/22 | Ajax   | Eredivisie | 19         | 0          | 6     | 0     | 0              | 0              | 0      | 0      | 25     | 0      |
| 2022/23 | Ajax   | Eredivisie | 0          | 0          | 0     | 0     | 0              | 0              | 0      | 0      | 0      | 0      |
| 2023/24 | Ajax   | Eredivisie | 21         | 0          | 4     | 0     | 11             | 0              | 1      | 0      | 37     | 0      |
| 2024/25 | Ajax   | Eredivisie | 19         | 0          | 1     | 0     | 2              | 0              | 1      | 0      | 23     | 0      |
| Totaal  | Totaal | Totaal     | 59         | 0          | 11    | 0     | 14             | 0              | 1      | 0      | 85     | 0      |

Bijgewerkt t/m 6 april 2025.

## Interlandcarrière
Van Eijk doorliep alle nationale jeugdelftallen van O15 tot O19. In 2024 maakte ze haar debuut voor Nederland -23.
Van Eijk werd op 6 april 2025 voor het eerst geselecteerd voor het Nederlands nationale team voor een Nations League duel tegen Oostenrijk. Ze verving Daphne van Domselaar die vanwege een enkelblessure was afgehaakt.
1 Van Eijk ·
3 Van der Veen ·
4 Den Turk ·
6 Van de Velde ·
7 Van Egmond ·
8 Spitse  ·
9 Tolhoek ·
12 Van Hensbergen ·
13 Niënhuis ·
15 Kaagman ·
16 Noordman ·
17 Jansen ·
18 Keijzer ·
19 T. Hoekstra ·
20 Yohannes ·
21 Van Gool ·
22 Sabajo ·
23 Keukelaar ·
24 De Klonia ·
25 De Sanders ·
26 Kardinaal ·
27 Buikema ·
31 Van der Wal ·
Coach: De Reus
· Assistent-coach: Luiten